# ヤーヴォリウ軍事基地攻撃
ヤーヴォリウ軍事基地攻撃（ヤーヴォリウぐんじきちこうげき）は、2022年のロシアによるウクライナ侵攻の一環として2022年3月13日に行われたヤーヴォリウ軍事基地への攻撃である。同基地はウクライナ西部のリヴィウ州ヤヴォリウ市付近にあり、ウクライナ当局によると、軍施設にロシア軍のミサイル30発が命中し、兵士35人が死亡、134人が負傷した。

## 経緯
ウクライナ当局によると、1,000人もの外国人戦闘員がウクライナ外国人軍団の一員として基地で訓練を受けていたという。ロシア国防省は「最大180人の外国人傭兵と大量の外国製兵器」を破壊したと発表し、ロシアはウクライナの外国人戦闘員への攻撃を継続すると述べた。一方、ウクライナ国防省は死者の中に外国人は確認されていないと発表した。3月14日、英紙ミラーは、攻撃で少なくとも3人の英国人元特殊部隊が殺害された可能性があり、義勇兵の死者は合計で100人を超える可能性があると報じた。
ウクライナのオレクシー・レズニコウ国防相はこの攻撃を「EUとNATOの国境付近の平和と安全に対するテロ攻撃」と表現した。NATO関係者は、侵攻前に全要員が出国していたため基地にはNATOの要員はいないと述べた。